# Satprem
Satprem (« Celui qui aime vraiment » en sanskrit), pseudonyme de Bernard Enginger, est un auteur français né à Paris le 30 octobre 1923, disciple de Sri Aurobindo. 
Satprem est notamment l'auteur de Sri Aurobindo et l'aventure de la conscience (1964), introduction la plus populaire à l'œuvre d'Aurobindo, ainsi que des 13 volumes de l'Agenda de Mirra Alfassa (dite Mère), qui consignent les expériences et visions de cette dernière.  
Etabli en Inde à compter de 1953, il décède à Kotagiri (État du Tamil Nadu) le 9 avril 2007. 

## Biographie
Bernard Edmond Victor Enginger nait à sept heures du matin  le 30 octobre 1923, rue Giordano-Bruno dans le 14e arrondissement de Paris, d'un père natif de Besançon (Doubs) et d'une mère native de Saint-Pierre-Quiberon (Morbihan). 
Bernard Enginger est d'abord élève au collège de Jésuites d'Amiens, d'où il est renvoyé. Il poursuit ses études secondaires dans un lycée parisien jusqu'au baccalauréat puis intègre une classe préparatoire à l'école coloniale. Il voit d'abord en André Gide son premier maître spirituel. 
Il entre alors dans le réseau de résistance « Turma-Vengeance » (c'est à ce titre qu'il obtiendra la médaille de la Résistance après-guerre). Averti de la dénonciation du réseau il décide de rejoindre De Gaulle en Angleterre à partir de Bordeaux. Mais le bateau qui devait l'emmener est arraisonné à la sortie du port. Il est alors arrêté par la police de Maurice Papon puis remis à la Gestapo. Il passe un an et demi dans le camp de concentration de Mauthausen. Il déclarera plus tard que la lecture de Gide lui a permis de survivre à cette épreuve.

### Auprès de Mirra Alfassa
Il part ensuite pour la Haute-Égypte, puis l'Inde, à Pondichéry, comme il est neveu de Charles François Marie Baron (1900-1980), qui en est le dernier gouverneur français. Il y rencontre Sri Aurobindo et Mère. Il déclare que leur message « l'homme est un être de transition » donne un sens à sa vie. Il démissionne des colonies et, en 1950, sous le choc en apprenant que Sri Aurobindo a quitté son corps, il se rend en Guyane où il deviendra orpailleur, puis au Brésil et en Afrique.
En 1953, à trente ans, il revient définitivement en Inde auprès de Mère, dont il devient le confident et le témoin pendant plus de vingt ans. Elle lui présente Sujata Nahar (assistante de Pavitra) en 1954 qui devient sa femme. 
Le 3 mars 1957, Mère lui donne son nom, Satprem (« vérité et amour » ou « celui qui aime vraiment » en sanskrit).
En 1959, Satprem, avec la bénédiction de Mère, devient disciple d'un prêtre tantrique du temple de Rameshwaram. Puis, en tant que disciple d'un autre yogi, il passe six mois à errer sur les routes de l'Inde comme mendiant sannyasin pratiquant le Tantra, ce qui lui donnera les bases de son second essai, Par le corps de la terre, ou le Sannyasin. 
Il revient ensuite à l'ashram, auprès de Mère, qui poursuit avec Satprem une collaboration entamée, dès 1953, dans ses appartements. En plus des travaux pour le Bulletin de l'ashram, Mère confie à Satprem le fruit de ses expériences intérieures — innombrables. Très rapidement Satprem, avec l'autorisation de Mère, a le réflexe d'enregistrer leurs conversations. Satprem recueille ainsi les expériences et les visions de Mère, qu'il transcrira dans les 6 000 pages des 13 volumes de l'Agenda de l'Action supramentale sur la Terre de Mère (édité par l'Institut de recherches évolutives). Selon Satprem, "Le Supramental, c'est la conscience qui est au cœur de la Matière." (Entre autres : entretien avec Jean Biès du 21/07/1973). Le premier volume de l'Agenda comprend également des lettres écrites à Mère par Satprem durant ses jours sur les routes. 
Sous le regard de Mère, il consacre un premier essai à Sri Aurobindo, Sri Aurobindo et l'Aventure de la Conscience : 

« Le règne de l'aventure est terminé. Même si nous allons jusqu'à la septième galaxie, nous irons là casqués et mécanisés, et nous nous retrouverons tels que nous sommes : des enfants devant la mort, des vivants qui ne savent pas très bien comment ils vivent ni pourquoi ni où ils vont. Et sur la terre, nous savons bien que le temps des Cortez et des Pizarre est fini : la même Mécanique nous enserre, la souricière se referme. Mais comme toujours, il se révèle que nos plus sombres adversités sont nos meilleures occasions et que l'obscur passage est un passage seulement, conduisant à une lumière plus grande. Nous sommes donc mis au pied du mur, devant le dernier terrain qu'il nous reste à explorer, l'ultime aventure : nous-mêmes. »

 Ce livre est l'introduction la plus populaire à l'œuvre de Sri Aurobindo  et de Mère.
Le 29 février 1968, lors de l’inauguration d'Auroville, Mère lit la Charte, assise sur un haut tabouret dans sa chambre, Satprem à son côté. « Auroville n’appartient à personne en particulier, mais à toute l’humanité dans son ensemble… »
À cinquante ans, Satprem rassemble et publie, l'Agenda de Mère, en 13 volumes, tout en écrivant la trilogie (rédigée en dix mois au cours desquels il arrivait souvent que Satprem s'évanouisse de concentration) : le Matérialisme divin, l'Espèce nouvelle, la Mutation de la mort, puis un essai : Le Mental des Cellules. C'est aussi le moment où et de la rupture consécutive entre l'ashram de Pondichéry et Satprem. Il rapporte que la « garde rapprochée » de  Mirra Alfassa lui avait interdit l'accès à ses appartements pendant les six mois précédant son départ. Un conflit apparaît autour de sa volonté de publier l'intégralité de ses dialogues avec Mère, ce à quoi s'opposent les responsables de l'ashram (qui semblent beaucoup redouter certaines "révélations" qui leur sont peu favorables). Satprem exprime alors ses critiques quant à la tournure qu'il juge « dogmatique » de l'enseignement à l'ashram. La plupart des Auroviliens prennent son parti, contre l'ashram. Dès 1973, Satprem quitte l'ashram, qui lui est globalement hostile, et s'installe à Deer House. Le 14 juillet 1977 il fonde, à Paris, l'IRE (Institut de Recherches Évolutives), qui assumera la publication intégrale des Agendas. Le 18 février 1978, il écrit Premier Agenda prêt à sortir. Le 22 mars 1978, avec l'aide d'Auroviliens, il quitte définitivement  Pondichéry, pour une destination qu'il gardera secrète : ce sera Land's End, où seront préparés, sans relâche, les 12 tomes suivants des Agendas.

### Après Auroville
Au printemps 1980, Frédéric de Towarnicki, journaliste et critique littéraire, part pour l'Inde et rencontre Satprem. Leurs entretiens sont diffusés sur France Culture en décembre puis publiés chez Robert Laffont. Satprem y évoque son passé, retrace son cheminement et l'objet de sa recherche.
En 1981, une équipe de cinéastes dirigée par David Montemurri, réalisateur de la télévision italienne, se rend dans les Nilgiris, les Montagnes Bleues du Sud de l’Inde où Satprem réside à l’époque, pour l’interviewer. « On n’est pas dans une crise morale, on n’est pas dans une crise politique, financière, religieuse, on est dans une crise évolutive. On est en train de mourir à l’humanité pour naître à autre chose… » répond-il aux questions concernant la crise de civilisation que nous traversons actuellement et l’avenir du monde moderne. 
À cinquante-neuf ans, il se retire complètement pour rechercher un « grand passage » évolutif vers ce qui suivra l'Homme. Sa dernière entrevue, en 1984, a donné lieu à La Vie sans Mort où il relate le début de son expérience dans le corps.
En 1989, après sept années passées à « creuser dans le corps », Satprem écrit un court récit autobiographique où il fait le point de la situation humaine, La Révolte de la Terre.
Vint ensuite en 1992 Évolution II, où il demande : « Après l'homme, qui ? Mais surtout : après l'homme, comment ? » En 1994 paraissent ses Lettres d'un insoumis, deux volumes de correspondance autobiographique. En 1995, après avoir été, sur un plan occulte, "mis en contact" de façon récurrente avec Sophocle, un nouveau document s'impose à lui . Ce sera :  La tragédie de la terre - de Sophocle à Sri Aurobindo : 
« Dans cette vaste fresque, qui n'a rien d'un essai didactique, Satprem met en évidence le fil conducteur qui relie Sri Aurobindo, Sophocle et les Rishis védiques et commente : Entre un Occident post-socratique qui ne croit qu'en ses pouvoirs mécaniques sur la Matière et une Asie post-védique qui ne croit qu'en sa libération de la Matière, Sri Aurobindo incarne un autre grand Tournant de notre destinée humaine… »
Ce livre est suivi, en 1998, par La clé des songes et, en 1999, par Néanderthal regarde, un court texte appelant les hommes à se réveiller et à se mettre en quête de la vraie humanité. Car, dit Satprem, « même l'homme de Néanderthal aurait honte de ce que nous sommes devenus ». Suivi en 2000 par La légende du futur. La même année, Satprem entame également la publication de ses Carnets d'une Apocalypse, aujourd'hui 16 volumes d'autobiographie qui s'étendent de 1973, année où Mère quitte son corps, à 1996, et décrivent son travail en profondeur dans la conscience matérielle du corps.
Satprem quitte son corps le 9 avril 2007, suivi par sa compagne de bien des vies, Sujata Nahar, le 4 mai 2007.

## Ouvrages

### Publiés à Auroville
- L'Orpailleur (1960)[15]
- Le Véda ou La Destinée humaine (1961)
- Sri Aurobindo ou L'Aventure de la Conscience (1964)
- Le Grand Sens (1969)
- Sri Aurobindo et l'avenir de la Terre
- Par le Corps de la Terre ou Le Sannyasin (1974)
- La Genèse du Surhomme (1971)

### Après la rupture avec l'Ashram
- Mère — Une trilogie (1977)

1. Le Matérialisme Divin
2. L'Espèce Nouvelle
3. La Mutation de la Mort
- Introduction à l'Agenda de Mère (1977)
- Gringo (1980)
- Le Mental des Cellules (1981)

### Témoignages
- La Vie sans Mort avec Luc Venet (1985)
- La Révolte de la Terre (1990)
- Lettres d'un Insoumis - Correspondance en 2 volumes (1994) couvrant la période 1947-1973
- La Tragédie de la Terre - de Sophocle à Sri Aurobindo (1995)
- La Clé des Contes (1997)
- Néanderthal regarde (1999)
- Une lettre récente de Satprem (1999)
- Carnets d'une Apocalypse 1973-1978 (1999)
- La Légende de l'Avenir (2000) précédé d’Un Coup de Phare.
- Carnets d'une Apocalypse (suite : 1978-1987) (2000 à 2007)
- Mémoires d'un patagonien (2002)
- L'Oiseau Doël (2008)